# Jaworze (województwo świętokrzyskie)
Jaworze – wieś w Polsce położona w województwie świętokrzyskim, w powiecie kieleckim, w gminie Zagnańsk. Na pograniczu wsi Jaworze i Siodła znajduje się źródło rzeki Lubrzanki. 
W latach 1975–1998 miejscowość administracyjnie należała do województwa kieleckiego.
Chlubą wsi jest Zespół Ludowy Jaworzanki.